# Tsubame
Tsubame (jap. 燕市, -shi) ist eine Stadt im Landesinneren der Präfektur Niigata auf Honshū, der Hauptinsel von Japan.

## Geographie
Tsubame liegt südlich von Niigata und nördlich von Nagaoka.

## Geschichte
Die Stadt Tsubame entstand am 31. März 1954 durch die Zusammenlegung der Kleinstadt (Machi) Tsubame mit den umliegenden Dörfern (Mura) Matsunaga (松長村), Konakagawa (小中川村) und Koike (小池村). Am 20. März 2006 wurden die Kleinstädte Yoshida (吉田町) und Bunsui (分水町) nach Tsubame eingemeindet.

## Verkehr
- Zug:
  - JR-Jōetsu-Shinkansen: Bahnhof Tsubame-Sanjō, nach Niigata und Tokio
  - JR-Yahiko-Linie
  - JR-Echigo-Linie
- Straße:
  - Hokuriku-Autobahn
  - Nationalstraße 116,289

## Söhne und Töchter der Stadt
- Suzuki Torao (1878–1963), Sinologe aus Yoshida
- Kamekura Yūsaku (1915–1997), Grafiker und Grafikdesigner aus Yoshida
- Aozora Ishiyama (* 2006), Fußballspieler

## Angrenzende Städte und Gemeinden

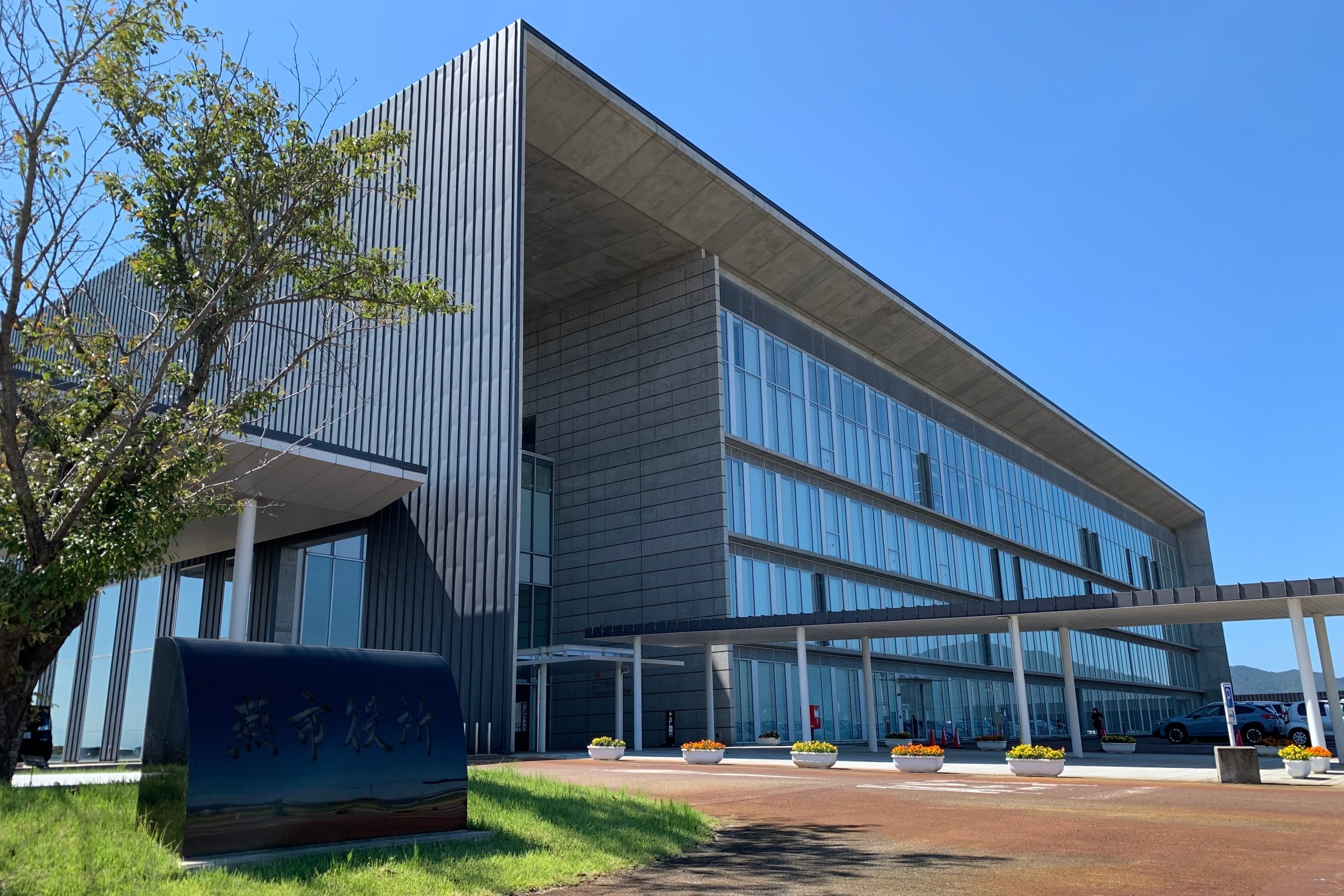
Rathaus

- Niigata
- Sanjō (Niigata)
- Nagaoka